# Zamroczenie
Zespół zamroczeniowy (łac. obnubilatio, ang. obtundation, in. zamroczenie, stan pomroczny) – zespół zaburzeń świadomości o nagłym początku, trwający od kilku minut do kilku tygodni, który charakteryzuje ograniczenie kontaktu o różnym nasileniu, brak orientacji autopsychicznej i allopsychicznej, nieprawidłowe i niemożliwe do przewidzenia reakcje oraz emocje.

## Definicja
Zespół jakościowych zaburzeń świadomości, z przewagą jej zwężenia.

## Obraz kliniczny
Zespół zamroczeniowy prosty rozpoczyna i kończy się nagle i trwa od kilku minut do kilku tygodni. Charakteryzuje się zniesieniem kontaktu z otoczeniem, nieprzewidywalnymi oraz często gwałtownymi reakcjami oraz emocjami, pojawieniem się nieuporządkowanych zachowań odbiegających od typowych dla chorego, czasem iteracji, perseweracji lub też stereotypii, brakiem orientacji autopsychicznej i allopsychicznej, ograniczeniem zdolności poznawczych. Po ustąpieniu zamroczenia może wystąpić sen terminalny oraz niepamięć całego okresu zamroczenia, której nasilenie jest zależne od stopnia zwężenia świadomości. Zespół zamroczeniowy spełnia kryteria niepoczytalności zgodnie z art. 31 § 1 kodeksu karnego (2016).

## Odmiany
| Odmiana                                 | Kontakt             | Aktywność                                                        | Emocje                                                          | Orientacja          | Czas trwania  | Czynnik wywołujący | Pamięć          |
| --------------------------------------- | ------------------- | ---------------------------------------------------------------- | --------------------------------------------------------------- | ------------------- | ------------- | ------------------ | --------------- |
| zamroczenie przysenne (zespół Elpenora) | zerwany             | - brak zrozumiałej motywacji - często gwałtowna (atak, ucieczka) | - brak zrozumiałej motywacji - często gwałtowna (lęk, dysforia) | brak                | krótkotrwały  | nagłe przebudzenie | brak            |
| upojenie patologiczne                   | zerwany             | - brak zrozumiałej motywacji - często gwałtowna (atak, ucieczka) | - brak zrozumiałej motywacji - często gwałtowna (lęk, dysforia) | brak                | krótkotrwały  | alkohol            | brak            |
| afekt patologiczny                      | zerwany             | - brak zrozumiałej motywacji - często gwałtowna (atak, ucieczka) | - brak zrozumiałej motywacji - często gwałtowna (lęk, dysforia) | brak                | krótkotrwały  | sytuacja           | brak            |
| zamroczenie jasne                       | ograniczony         | - względnie uporządkowana - brak zrozumiałej motywacji           | - zmienione                                                     | ograniczona         | godziny, dni  | brak               | brak            |
| zamroczenie wytwórcze                   | zmieniony           | - zmieniona w różnym stopniu - pobudzenie - zastyganie           | - zmienione (przerażenie, ekstaza)                              | urojenia            | dni, tygodnie | brak               | fragmentaryczna |
| stan ekstatyczny                        | względnie zachowany | - celowe - podporządkowane nastrojowi ekstatycznemu              | nastrój ekstatyczny                                             | względnie zachowana |               | brak               | różnego stopnia |
| stan marzeniowy                         | względnie zachowany | - kakosmia                                                       | marzenie                                                        | zniekształcona      |               | napad padaczkowy   | zniekształcona  |

## Diagnostyka różnicowa
Zespół zamroczeniowy należy różnicować z padaczką, fugą dysocjacyjną, zaburzeniami schizotypowymi, zaburzeniami afektywnymi dwubiegunowymi oraz organicznymi chorobami mózgu.